# Fuera de las sombras
Fuera de las sombras (título original: The Shadow Strays) es una película de acción de 2024 dirigida por Timo Tjahjanto y protagonizada por Aurora Ribero, Hana Malasan y Taskya Namya.

## Argumento
Codename 13 es una asesina entrenada de 17 años. Un día ella es suspendida por una misión chapucera en Japón. Es entonces cuando la chica desarrolla conciencia cuando conoce a Monji, un niño de 11 años que ha perdido a su madre a manos de un sindicato del crimen.
Cuando el pequeño es capturado, 13 se empeña en emprender un camino de destrucción para salvar al chico, yendo también en contra de su mentor y de la organización que la contrató, La Sombra.

## Reparto
| Actor           | Personaje |
| --------------- | --------- |
| Aurora Ribero   | 13/ Nomi  |
| Hana Malasan    | Umbra     |
| Taskya Namya    | Soriah    |
| Agra Piliang    | Haga      |
| Andri Mashadi   | Ariel     |
| Kristo Immanuel | Jeki      |
| Adipati Dolken  | Prasetyo  |
| Ali Fikry       | Monji     |
| Yayan Ruhian    | Burai     |

## Producción
La película fue rodada en Aokigahara, en Japón, y en Yakarta, en Indonesia.

## Recepción
Desde su estreno en el Festival de Cine de Toronto, esta película de Netflix ha tenido un éxito rotundo tanto en la audiencia como en la crítica. A causa del éxito se está por ello considerando hacer una secuela de esta película.
También ha sido valorado en portales cinematográficos. En IMDb, por ejemplo, con aproximadamente 8700 votos registrados, el filme obtiene una media ponderada de 6,5 sobre 10. En cuanto a Rotten Tomatoes, los más de 100 votos registrados en ese portal le dieron una valoración media de 4 de 5, mientras que los 22 críticos registrados allí le dieron una valoración de 7 de 10. También cabe destacar al respecto, que en La Vanguardia, que también ha valorado el largometraje, el 74 % de los usuarios registrados en ese periódico le dan a la película una valoración positiva.